# Бурнхаупт ле О
Бурнхаупт ле О (фр. Burnhaupt-le-Haut) насеље је и општина у источној Француској у региону Алзас, у департману Горња Рајна која припада префектури Тан.
По подацима из 2011. године у општини је живело 1629 становника, а густина насељености је износила 130,42 становника/km². Општина се простире на површини од 12,49 km². Налази се на средњој надморској висини од 300 метара (максималној 338 m, а минималној 290 m).

## Демографија
| 1962. | 1968. | 1975. | 1982. | 1990. | 1999. | 2011. |
| ----- | ----- | ----- | ----- | ----- | ----- | ----- |
| 900   | 977   | 1.084 | 1.296 | 1.426 | 1.505 | 1.629 |

График промене броја становника у току последњих година